# Heinz Glaser (Fußballspieler)

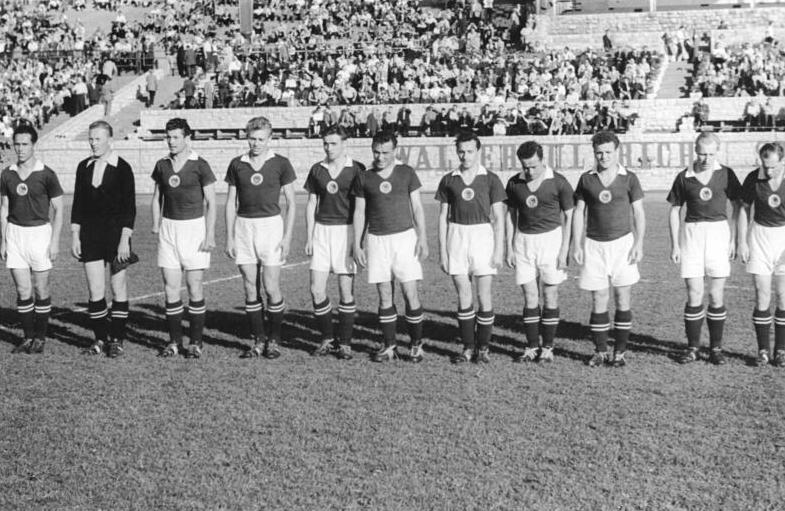
Heinz Glaser (Mitte) mit SC Wismut Karl-Marx-Stadt im Jahr 1956

Heinz Glaser (* 3. April 1926 in Beierfeld; † unbekannt) war ein deutscher Fußballspieler, der von 1951 bis 1957 für die BSG Wismut Aue bzw. den SC Wismut Karl-Marx-Stadt in der DDR-Oberliga, der höchsten Fußballklasse im DDR-Fußball, aktiv war. Er wurde zweimal DDR-Meister und 1955 DDR-Pokalsieger.

## Sportliche Laufbahn
Seine ersten Pflichtspiele in Aue bestritt Glaser 1949/50 mit der Betriebssportgemeinschaft (BSG) Pneumatik Aue, dem Vorgänger der späteren BSG Wismut Aue in der damals zweitklassigen Landesklasse Sachsen. In den 22 Punktspielen kam er viermal zum Einsatz und erzielte dabei drei Tore. Mit dem zweiten Platz qualifizierte sich Aue für die erste Saison der neu eingeführten zweitklassigen DDR-Liga. Diese wurde 1950/51 in zwei Staffeln mit jeweils 18 Punktspielen ausgetragen, und mit 17 Einsätzen entwickelte sich Glaser in der Abwehr zum Stammspieler der Wismut-Mannschaft. Diese wurde Staffelsieger und stieg damit in die DDR-Oberliga auf.
In seiner ersten Oberligaspielzeit 1951/52 wurde Glaser in den 36 ausgetragenen Punktspielen 35-mal aufgeboten und spielte regelmäßig auf der rechten Abwehrseite. Nur einmal wurde er als Stürmer eingesetzt. Am 33. Spieltag in der Begegnung Wismut Aue – Motor Dessau spielte er Mittelstürmer und erzielte dabei sein erstes Tor zum 3:1-Endstand. 1952/53 konnte er erst in den letzten neun Saisonspielen eingesetzt werden, stand aber auch im Entscheidungsspiel um die DDR-Meisterschaft gegen Dynamo Dresden. Bei der 2:3-Niederlage nach Verlängerung war Glaser als Innenverteidiger aufgeboten worden. Zur Spielzeit 1953/54 konnte er wieder von Beginn an mitwirken, spielte variabel auf allen Abwehrpositionen und versäumte von den 28 Oberligaspielen lediglich eine Partie. Als rechter Verteidiger war Glaser 1954/55 gesetzt und fehlte ebenfalls nur bei einem Punktspiel. Auf dieser Position spielte er auch im Endspiel um den DDR-Fußballpokal, das seine Mannschaft mit 3:2 nach Verlängerung über den SC Empor Rostock gewann.
Im November 1954 war die Fußballsektion der BSG Wismut Aue dem neu gegründeten SC Wismut Karl-Marx-Stadt angegliedert worden, trug ihre Heimspiele aber weiter in Aue aus. Von August bis Dezember 1955 wurde im DDR-Fußball eine Übergangsrunde mit 13 Spielen ausgetragen, um anschließend die Spielzeiten dem Kalenderjahr anzugleichen. Glaser bestritt alle 13 Begegnungen ebenso wie alle Punktspiele in der Saison 1956. Stets auf der rechten Verteidigerseite aufgeboten, holte er sich 1956 mit dem Meisterschaftsgewinn seinen zweiten Titel. Seine zweite Meisterschaft gewann er ein Jahr darauf, konnte aber nur fünf Punktspiele absolvieren. Bereits am 28. April 1957 bestritt Glaser in der Begegnung SC Wismut – Turbine Erfurt sein letztes Oberligaspiel. Damit war er 141-mal in der Oberliga antreten, kam aber als Abwehrspieler nur zu zwei Meisterschaftstoren.